# An Xuyên
An Xuyên là một phường thuộc tỉnh Cà Mau, Việt Nam.

## Địa lý
Phường An Xuyên có vị trí địa lý:
- Phía đông giáp xã Phong Thạnh
- Phía tây giáp xã Hồ Thị Kỷ
- Phía nam giáp phường Lý Văn Lâm và phường Tân Thành
- Phía bắc giáp xã Hồ Thị Kỷ và xã Tân Lộc.

Phường An Xuyên có diện tích 69,9 km², dân số năm 2024 là 81.303 người, mật độ dân số đạt 1.163 người/km².

## Lịch sử
Ngày 15 tháng 10 năm 1904, Thống đốc Nam Kỳ Pháp ban hành Nghị định về việc thành lập trung tâm thị trấn Cà Mau. Lúc đó, làng An Xuyên thuộc thị trấn Cà Mau.
Tháng 6 năm 1956, Xứ ủy Nam Bộ Quyết định thành lập tỉnh Cà Mau. Lúc này, xã An Xuyên thuộc huyện Châu Thành.
Năm 1961, thành lập thị xã Cà Mau trên cơ sở tách toàn bộ ấp Tân Phước thuộc xã An Xuyên.
Sau năm 1975, xã An Xuyên thuộc huyện Châu Thành, tỉnh Cà Mau.
Ngày 20 tháng 9 năm 1975, Bộ Chính trị ban hành Nghị quyết số 245-NQ/TW về việc hợp nhất tỉnh Bạc Liêu, tỉnh Cà Mau và hai huyện Vĩnh Thuận, An Biên (ngoại trừ 2 xã Đông Yên và Tây Yên) của tỉnh Rạch Giá sẽ hợp nhất lại thành một tỉnh, tên gọi tỉnh mới cùng với nơi đặt tỉnh lỵ sẽ do địa phương đề nghị lên.
Ngày 20 tháng 12 năm 1975, Bộ Chính trị ban hành Nghị quyết số 19/NQ về việc hợp nhất tỉnh Bạc Liêu và tỉnh Cà Mau thành một tỉnh, tên gọi tỉnh mới cùng với nơi đặt tỉnh lỵ sẽ do địa phương đề nghị lên.
Ngày 24 tháng 2 năm 1976, Chính phủ Cách mạng Lâm thời Cộng hòa miền Nam Việt Nam ban hành Nghị định số 3/NQ/1976 về việc hợp nhất tỉnh Bạc Liêu và tỉnh Cà Mau thành một tỉnh mới, lấy tên là tỉnh Bạc Liêu – Cà Mau. Xã An Xuyên thuộc huyện Châu Thành, tỉnh Cà Mau – Bạc Liêu.
Ngày 10 tháng 3 năm 1976, Chính phủ ban hành Nghị quyết về việc thành lập tỉnh Minh Hải trên cơ sở đổi tên tỉnh Bạc Liêu – Cà Mau. Khi đó, xã An Xuyên thuộc huyện Châu Thành, tỉnh Minh Hải.
Ngày 11 tháng 7 năm 1977, Hội đồng Chính phủ ban hành Quyết định số 181-CP về việc sáp nhập xã An Xuyên thuộc huyện Châu Thành mới giải thể vào huyện Thới Bình.
Ngày 29 tháng 12 năm 1978, Hội đồng Chính phủ ban hành Quyết định số 326-CP về việc chuyển xã An Xuyên thuộc huyện Thới Bình về huyện Cà Mau mới thành lập quản lý.
Ngày 25 tháng 7 năm 1979, Hội đồng Chính phủ ban hành Quyết định số 275-CP về việc chia xã An Xuyên thuộc huyện Cà Mau thành hai xã lấy tên là xã An Xuyên và xã An Lộc.
Ngày 30 tháng 8 năm 1983, Hội đồng Bộ trưởng ban hành Quyết định số 94-HĐBT về việc sáp nhập xã An Xuyên, An Lộc của huyện Cà Mau mới giải thể vào thị xã Cà Mau.
Ngày 14 tháng 2 năm 1987, Hội đồng Bộ trưởng ban hành Quyết định số 33B-HĐBT về việc sáp nhập xã An Lộc vào xã An Xuyên.
Xã An Xuyên có 4.118 hécta đất và 13.045 nhân khẩu.
Ngày 6 tháng 11 năm 1996, Quốc hội ban hành Nghị quyết về việc chia tỉnh Minh Hải thành hai tỉnh là tỉnh Bạc Liêu và tỉnh Cà Mau. Khi đó, xã An Xuyên thuộc thị xã Cà Mau, tỉnh Cà Mau.
Ngày 14 tháng 4 năm 1999, Chính phủ ban hành Nghị định số 21/1999/NĐ-CP về việc thành lập thành phố Cà Mau thuộc tỉnh Cà Mau. Xã An Xuyên trực thuộc thành phố Cà Mau.
Ngày 4 tháng 6 năm 2009, Chính phủ ban hành Nghị quyết số 24/NQ-CP về việc thành lập phường Tân Xuyên trên cơ sở điều chỉnh 1.887,50 ha diện tích tự nhiên và 6.261 nhân khẩu của xã An Xuyên.
Sau khi điều chỉnh địa giới hành chính, xã An Xuyên còn lại 3.928,00 ha diện tích tự nhiên và 12.293 nhân khẩu.
Ngày 9 tháng 12 năm 2020, HĐND tỉnh Cà Mau ban hành Nghị quyết số 28/NQ-HĐND về việc sáp nhập Ấp 10 vào Ấp 3.
Tính đến ngày 31/12/2024, xã An Xuyên có diện tích 36,6 km², quy mô dân số là 16.819 người, và 10 ấp: 2, 3, 4, 5, 6, 8, Tân Dân, Tân Hiệp, Tân Thời, Tân Thuộc.
Ngày 16 tháng 6 năm 2025, Ủy ban Thường vụ Quốc hội ban hành Nghị quyết số 1655/NQ-UBTVQH15 về việc sắp xếp các đơn vị hành chính cấp xã của tỉnh Cà Mau năm 2025 (nghị quyết có hiệu lực từ ngày 16 tháng 6 năm 2025). Theo đó, thành lập phường An Xuyên thuộc tỉnh Cà Mau trên cơ sở toàn bộ 3,7 km² diện tích tự nhiên, quy mô dân số 16.081 người Phường 1 thuộc thành phố Cà Mau; toàn bộ 2,4 km² diện tích tự nhiên, quy mô dân số 21.785 người Phường 2 thuộc 
thành phố Cà Mau; toàn bộ 6,5 km² diện tích tự nhiên, quy mô dân số 16.515 người Phường 9 thuộc thành phố Cà Mau; toàn bộ 20,7 km² diện tích tự nhiên, quy mô dân số 10.103 người của phường Tân Xuyên thuộc thành phố Cà Mau và toàn bộ 36,6 km² diện tích tự nhiên, quy mô dân số 16.819 người của xã An Xuyên thuộc thành phố Cà Mau.
Phường An Xuyên có 69,9 km² diện tích tự nhiên và quy mô dân số là 81.303 người.